# Conflito de Caprivi

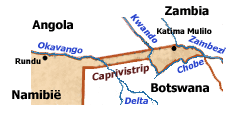
Faixa de Caprivi no nordeste da Namíbia

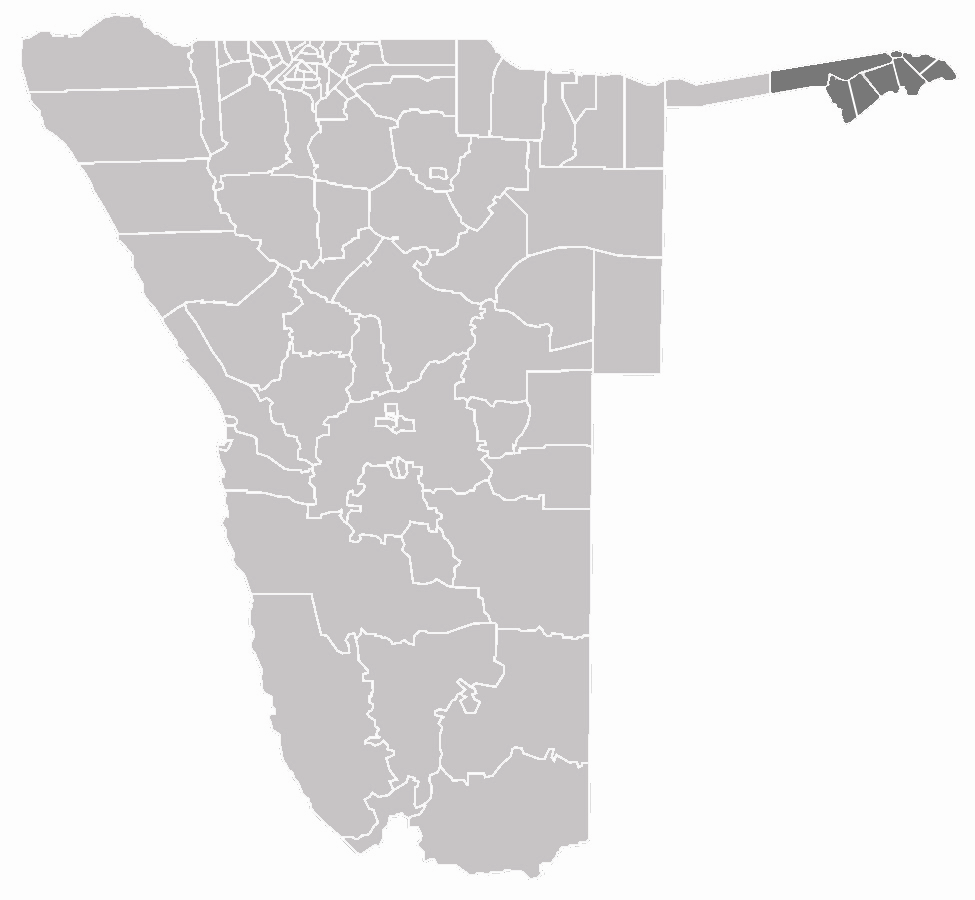
Localização da Região de Caprivi no mapa da Namíbia

O conflito de Caprivi foi um conflito armado entre o governo da Namíbia e o Exército de Libertação de Caprivi, um grupo rebelde que lutava pela secessão da Faixa de Caprivi.

## Antecedentes
A Faixa de Caprivi, no nordeste da Namíbia, é habitada principalmente pelo povo Lozi. Eles compartilham uma linguagem e história comum, e muitas vezes se sentem mais conectados com os povos Lozi nos países vizinhos Zâmbia, Angola e Botswana.
O governo da Namíbia acusou o ELV de estar aliado ao movimento rebelde angolano UNITA. A UNITA é muito impopular na Namíbia, uma vez que ajudou a África do Sul a combater a SWAPO durante sua luta de libertação, e é considerado um inimigo do Estado por muitos. 
Uma das causas do conflito pode ser vista em uma luta de poder entre o precedente Mishake Muyongo e a liderança da Swapo durante o exílio em Angola. Em julho de 1980, Muyongo foi expulso do posto de vice-presidente da Swapo sob o pretexto de estar envolvido em atividades subversivas e perseguir ambições separatistas. Ele foi posteriormente detido na Zâmbia e Tanzânia, seguido por um expurgo contra os caprivianos na Swapo.
Após o seu regresso à Namíbia em 1985, Muyongo formou o Partido Democrático Unido (PDU) que aderiu à Aliança Democrática de Turnhalle (ADT). Ele foi presidente da ADT de 1991 a 1998, quando foi expulso como resultado de seu apoio à secessão de sua região de origem. 

## Curso do conflito
O Exército de Libertação de Caprivi foi formado em 1994. O objetivo do movimento rebelde é o autogoverno de Caprivi.
Em outubro de 1998, a Força de Defesa da Namíbia, com o apoio da Força Especial de Campo descobriu e invadiu um acampamento de treinamento do ELC. Isso resultou em mais de 100 homens armados do ELC e cerca de 2.500 civis a fugirem para Botswana. Entre os refugiados estavam líderes do ELC, ou seja Mishake Muyongo e Chefe Mafwe Bonifácio Mamili. A ambos foi concedido asilo na Dinamarca. A Namíbia exigiu sem sucesso que a Botswana e a Dinamarca entregassem os rebeldes, e o presidente Sam Nujoma chamou os rebeldes de "traidores e assassinos" e afirmou que eles seriam punidos por seus crimes. 
Na madrugada de 2 de agosto de 1999, o ELC lançou um ataque em Katima Mulilo, a capital provincial da região de Caprivi, ocupando a estação de rádio estatal e atacando uma delegacia de polícia, o posto fronteiriço de Wanella, e uma base do exército. As forças de segurança da Namíbia foram apanhadas desprevenidas. No combate que se seguiu entre rebeldes e forças do governo 14 pessoas foram mortas. Um estado de emergência foi declarado na província, e o governo prendeu alegados apoiantes do ELC. Mishake Muyongo disse que a rebelião era "apenas o começo", porém a dura repressão do governo obrigou-o a uma parada abrupta.
No conflito ocorreram muitos abusos dos direitos humanos. Tanto as forças angolanas e da Namíbia, e a UNITA foram acusadas de cometer violações dos direitos humanos contra a população da Faixa de Caprivi.

## Consequência
Em 1999, 132 supostos participantes foram presos e acusados de alta traição, assassinatos e uma série de outros crimes. A sentença proferida no julgamento que decorreu, conhecido como o julgamento pela traição de Caprivi ainda não foi entregue, uma situação que a Anistia Internacional reclamou várias vezes.
Em 7 de outubro de 2002, a nação Itengese rompeu todos os laços com a Namíbia e declarou a independência, o soberano Estado Livre de da Faixa de Caprivi/Itenge como seu lar nacional. Esta nação não é reconhecida por qualquer governo.